# Schieramento Unito dei Nazionalisti
Lo Schieramento Unito dei Nazionalisti (in greco Ηνωμένη Παράταξις Εθνικοφρόνων?, Inoméni Parátaxis Ethnikofrónon) fu una coalizione di partiti politici greci costituitasi in occasione delle elezioni parlamentari del 1946.
La coalizione ottenne in tutto 206 seggi:
- 156 al Partito Populista di Konstantinos Tsaldaris;
- 38 al Partito dei Liberali Nazionali (Κόμμα Εθνικών Φιλελευθέρων, Kómma Ethnikón Fileleutheron) di Stylianos Gonatas;
- 5 al Partito Riformista (Μεταρρυθμιστικόν Κόμμα, Metarruthnistikón Kómma);
- 3 al Partito Realista (Κόμμα Βασιλοφρόνων, Kómma Basilofrónon);
- 1 al Partito Nazionale Panellenico (Πανελλήνιον Εθνικόν Κόμμα, Panellinion Ethnikón Kómma);
- 1 al Partito dell'Unione Patriottica (Κόμμα Πατριωτικής Ενώσεως, Kómma Patriotikis Enoseos);
- 1 al Partito Laburista di Grecia (Εργατικόν Κόμμα Ελλάδος Ergatikón Kómma Elládos);
- 1 al Gruppo Politico "Empros" (Πολιτική ομάς "Εμπρός", Politiki omás Emprós).

## Risultati
| Elezione          | Voti    | %     | Seggi     |
| ----------------- | ------- | ----- | --------- |
| Parlamentari 1946 | 610.995 | 55,12 | 206 / 354 |